# Shantaram (Roman)
Shantaram ist ein 2003 veröffentlichter Schlüsselroman des australischen Buchautors Gregory Roberts, eines ehemaligen heroinabhängigen Bankräubers, der aus dem Gefängnis ausbrach und nach Indien floh, wo er über 10 Jahre lebte.
Der Roman ist maßgeblich von tatsächlichen Ereignissen im Leben des Autors beeinflusst. Im Jahr 1978 wurde Roberts zu 23 Jahren Haft verurteilt, nachdem er einer Reihe von 24 bewaffneten Raubüberfällen auf Bausparkassen, Banken und Geschäfte überführt wurde. Das Motiv seiner Verbrechen war die Finanzierung seiner Heroinabhängigkeit, die der Autor auf seine Scheidung und den Entzug des Sorgerechts für seine Tochter zurückführt. Im Juli 1980 floh er bei Tageslicht aus dem australischen Gefängnis „Pentridge Prison“ und wurde zu einem der meistgesuchten australischen Verbrecher.
Der Buchtitel „Shantaram“ entstammt der indischen Regionalsprache Marathi und bedeutet „Mann des Friedens“.

## Entstehung
Roberts schrieb insgesamt 13 Jahre an dem über tausend Seiten umfassenden Manuskript. Die ersten Fassungen vernichteten Gefängniswärter. Der Roman wurde von Almut Münch und Sibylle Schmidt aus dem Englischen übersetzt und 2008 in deutscher Sprache vom Goldmann Verlag veröffentlicht.

## Handlung
Der Protagonist erreichte Mumbai mittels eines gefälschten Reisepasses auf den Namen Lindsay Ford. Mumbai war ursprünglich nur ein Zwischenstopp auf seiner Reise von Neuseeland nach Deutschland, doch er entscheidet, sich in der Stadt niederzulassen. Schon bald trifft Lin einen Einheimischen namens Prabaker, welchen er als Stadtführer anheuert und der schnell sein bester Freund wird. Dieser nannte ihn Linbaba. Beide besuchen zusammen Prabakers Geburtsort Sunder, wo Prabakers Mutter den Protagonisten auf den Namen Shantaram (englisch Man of Gods Peace) tauft. Auf ihrem Weg zurück nach Bombay werden die beiden ausgeraubt. Ohne Geld ist Lin gezwungen, in den Slums zu leben, welche ihm Schutz vor den Behörden und freie Unterkunft bieten. Nach einem umfangreichen Brand in dem Slum am Tag seiner Ankunft gründet Lin eine freie Krankenstation als seinen Beitrag zur Gemeinschaft.
Er lernt viel über die lokale Kultur und die Besonderheiten dieser vermüllten Umwelt, lernt die Einwohner kennen und lieben und fließend deren Sprache Marathi sprechen. Er bekämpft die ausbrechende Cholera und Feuerbrünste im Viertel, treibt Handel mit Leprakranken und erfährt, wie die ethnischen und ehelichen Konflikte gelöst werden in dieser engen und mannigfaltigen Gesellschaft.
Der Roman beschreibt eine Reihe von Ausländern verschiedener Herkunft ebenso wie einheimische Inder und beleuchtet die Vielfältigkeit des Lebens in Bombay. Lin verliebt sich in Karla, eine schweizerisch-amerikanischen Frau, die seine Liebe jedoch nicht erwidert. Er freundet sich mit einheimischen Künstlern und Schauspielern an und bekommt eine Statistenrolle in einer Bollywood-Produktion. Die Unterwelt von Mumbai heuert ihn für verschiedene kriminelle Delikte wie Drogen- und Waffenhandel an. Lin landet in Bombays „Arthur Road“-Gefängnis, wo er physische und psychische Folter durch die Wächter erträgt und unter menschenunwürdigen Verhältnissen mit hunderten anderen Gefangenen ausharrt.
Dank des Schutzes durch den afghanischen Mafiapatron Abdel Khader Khan wird Lin schließlich freigelassen und arbeitet auf dem Schwarzmarkt als Geldwechsler und Passfälscher. Auf seinen von der Mafia organisierten Reisen kommt er bis nach Afrika und schmuggelt später Waffen für die Mudschahedin Freiheitskämpfer nach Afghanistan. Als sein Mentor Khan getötet wird, erkennt Lin, dass er zu eben dem geworden ist, der er nie sein wollte, und fällt nach seiner Rückkehr in eine tiefe Depression.
Er entscheidet sich, nun für die Dinge zu kämpfen, von deren Richtigkeit er überzeugt ist, und ein ehrliches Leben zu führen. Die Geschichte endet mit seinem Plan, nach Sri Lanka zu reisen, was eine Fortsetzung des Buches nahelegt.

## Authentizität
Ausgehend von Roberts bekannter Biografie halten viele Leser den Roman für weitgehend wirklichkeitsgetreu. Einige Stellen des Buches wie Roberts kriminelle Vergangenheit und sein Ausbruch sind öffentlich dokumentiert, während andere schwierig oder unmöglich zu überprüfen sind. Der Autor betonte wiederholt, dass die Geschichte weitgehend erfunden sei und er verschiedene Elemente von tatsächlichen Ereignissen und Personen in Geschichten und Personen wie Prabaker verdichtet habe.

## Kritiken
„Manches ist kitschig, vieles ist genau beobachtet, die miesen Absteigen, die Dorfclans, die Asketen in ihrem Haschisch-Wahn, die Sklavenmärkte der Kinder, der verrückte indische Tanz der Erscheinungen.“

„Doch das Buch […] ist mehr als ein Erlebnisbericht. Es ist eine Liebeserklärung an Bombay. Durch die Schilderung unzähliger Details zeichnet der Autor ein differenziertes Bild der Millionenstadt. Er beschreibt ihre Farben, Gerüche, Geräusche und Stimmungen so eindringlich, dass sie für den Leser erlebbar werden.“

“But it seems unsporting to begrudge Roberts the license to thrill while having such a good time – and «Shantaram», mangrove-scented prose and all, is nothing if not entertaining. Sometimes a big story is its own best reward.”

„Doch es wäre unsportlich, Roberts Befähigung zum Nervenkitzel zu neiden, während man so eine gute Zeit hat – und «Shantaram», diese nach Mangroven duftende Prosa, ist vor allem Unterhaltung. Manchmal ist eine große Geschichte die beste Belohnung.“

## Verfilmung
Im Jahr 2018 kündigte Apple eine Verfilmung des Romans an. Im Oktober 2022 startete der Roman schließlich als TV-Serie auf dem Streaming-Dienst Apple TV+ mit einer von bislang 4 geplanten Staffeln.